# Józef Pluskota
Józef Pluskota (* 1964) ist ein ehemaliger polnischer Skispringer. Er wurde 1986 polnischer Meister mit dem Team.

## Werdegang
Pluskota, der in seiner Karriere für Olimpia Goleszów und WKS Zakopane startete, gab sein internationales Debüt bei der Nordischen Junioren-Skiweltmeisterschaften 1981 in Schonach, wo er den 53. Platz belegte. Im Januar 1985 startete er in Liberec erstmals im Europacup, verpasste jedoch die Punkteränge. Wenige Wochen später belegte er bei der unterklassigen Beskiden-Tour, die damals außerhalb der FIS organisiert wurde, zweimal den dritten Platz und landete schließlich auf dem zweiten Rang hinter Ingo Lesser in der Gesamtwertung.
Seine beste Saison hatte Pluskota im Winter 1985/86, in der er zwar erfolglos im Weltcup debütierte, sich dafür aber mehrmals in den Top 10 im Europacup platzierte. Zudem wurde er gemeinsam mit Zbigniew Bobak, Zbigniew Klimowski und Jan Kowal polnischer Meister von der Wielka Krokiew in Zakopane. Bei den Einzelwettbewerben gewann er von der Großschanze mit Bronze seine einzige Einzelmedaille, während er von der Średnia Krokiew Vierter wurde.

## Statistik

### Europacup-Platzierungen
| Saison  | Platz | Punkte |
| ------- | ----- | ------ |
| 1985/86 | 20.   | 43     |